# Baru
Baru – wieś w Rumunii, w okręgu Hunedoara, w gminie Baru. W 2011 roku liczyła 1136 mieszkańców.